# Westergoo
Westergoo is een schaakvereniging in Bolsward. Met zijn oorspronkelijke oprichting in 1881 staat het te boek als een van de oudste schaakverenigingen in Nederland.
De vereniging werd op initiatief van de toenmalige kastelein van het Wapen van Wonseradeel opgericht op 18 januari 1886, met het idee klandizie te creëren. In het begin was het een herensociëteit voor de welgestelden, maar later ontwikkelde de club zich tot een vereniging waar de verschillende sociale klassen terecht konden. De vereniging had een neutrale levensbeschouwing, religie speelde geen rol. In de 19e eeuw speelde de vereniging onder meer correspondentiepartijen met de Leeuwardse Philidor.
Westergoo was nimmer groot. In de tweede helft van de jaren 1890 liep het ledental terug, maar vanaf het begin van de 20e eeuw was er weer een stijgende lijn. Tijdens de Eerste Wereldoorlog sliep Westergoo in en ontwaakte het weer in 1923. De titel van het boek Lustig huppelden de oud geworden paarden weer over het bord, uitgegeven ter gelegenheid van het door de vereniging geclaimde honderdjarig bestaan in 1986, is dan ook een verwijzing naar dit feit.

## Publicatie
- Harm-Jan Dijkstra (1986), Lustig huppelden de oud geworden paarden weer over het bord: schaakclub Westergoo 100 jaar.